# Johny Voners
 (avril 2022).
Si vous disposez d'ouvrages ou d'articles de référence ou si vous connaissez des sites web de qualité traitant du thème abordé ici, merci de compléter l'article en donnant les références utiles à sa vérifiabilité et en les liant à la section « Notes et références ».
 (avril 2022).
La mise en forme du texte ne suit pas les recommandations de Wikipédia : il faut le « wikifier ».
Les points d'amélioration suivants sont les cas les plus fréquents :
- Les titres sont pré-formatés par le logiciel. Ils ne sont ni en capitales, ni en gras.
- Le texte ne doit pas être écrit en capitales (les noms de famille non plus), ni en gras, ni en italique, ni en « petit »…
- Le gras n'est utilisé que pour surligner le titre de l'article dans l'introduction, une seule fois.
- L'italique est rarement utilisé : mots en langue étrangère, titres d'œuvres, noms de bateaux, etc.
- Les citations ne sont pas en italique mais en corps de texte normal. Elles sont entourées par des guillemets français : « et ».
- Les listes à puces sont à éviter, des paragraphes rédigés étant largement préférés. Les tableaux sont à réserver à la présentation de données structurées (résultats, etc.).
- Les appels de note de bas de page (petits chiffres en exposant, introduits par l'outil «  Source ») sont à placer entre la fin de phrase et le point final[comme ça].
- Les liens internes (vers d'autres articles de Wikipédia) sont à choisir avec parcimonie. Créez des liens vers des articles approfondissant le sujet. Les termes génériques sans rapport avec le sujet sont à éviter, ainsi que les répétitions de liens vers un même terme.
- Les liens externes sont à placer uniquement dans une section « Liens externes », à la fin de l'article. Ces liens sont à choisir avec parcimonie suivant les règles définies. Si un lien sert de source à l'article, son insertion dans le texte est à faire par les notes de bas de page.
- La présentation des références doit suivre les conventions bibliographiques. Il est recommandé d'utiliser les modèles {{Ouvrage}}, {{Chapitre}}, {{Article}}, {{Lien web}} et/ou {{Bibliographie}}. Le mode d'édition visuel peut mettre en forme automatiquement les références.
- Insérer une infobox (cadre d'informations à droite) n'est pas obligatoire pour parachever la mise en page.

Pour une aide détaillée, merci de consulter Aide:Wikification.
Si vous pensez que ces points ont été résolus, vous pouvez retirer ce bandeau et améliorer la mise en forme d'un autre article.
Johny Voners, né le 26 août 1945 à Tirlemont et mort le 17 mars 2020 à Waregem, est un acteur belge néerlandophone.

## Biographie
Johny Voners a déjà joué dans des émissions de variétés en 1960 à l'âge de 15 ans. En 1965, il participe au cours de néerlandais à la RTBF de l'époque[pas clair] sous forme de série et reçoit le premier prix du conservatoire avec le professeur Nand Buyl.
En plus d'agir[incompréhensible], Johny Voners a développé une carrière de chanteuse[incompréhensible] depuis 2000. Il tourne pendant plusieurs années avec Aznavoners, dans lequel il interprète des chansons de Charles Aznavour.
Il a également joué avec d'autres chansons françaises, comme par Joe Dassin. Il a également fait partie du groupe de reprises anversoises De Grungblavers, dans lequel dix BAs (Bekende Antwerpenaren) reprennent des chansons bien connues à Anvers. En 2014, Voners a arrêté toutes les activités de chant.

### Vie privée
Johny Voners s'est marié trois fois. De son premier mariage, il eut une fille, l'éditrice et auteure de livres pour enfants Els Hoebrechts. Il a ensuite été marié à l' actrice de théâtre et de cinéma Janine Bischops de 1973 à 2006.

### Mort
Johny Voners meurt d'un cancer de la peau à l'âge de 74 ans le 17 mars 2020 avant le début de la pandémie de Covid-19.

## Filmographie
- 1966 : Axel Nort : Dirk Talboom
- 1969 : Wij, Heren van Zichem : Kippe
- 1969 : Magesien
- 1970 : Beschuldigde, sta op
- 1970 : Bloemetjes plukken
- 1970 : Een geschiedenis uit Irkoetsk : Victor
- 1971 : Een vriendje voor Felicity : Jeremy
- 1971 : Dansen op kristal : Fantisek
- 1972 : Ontbijt voor twee : Benny
- 1973 : Boerin in Frankrijk : Expert
- 1974 : De neus van Cleopatra : Dokter
- 1977 : De wonderbaarlijke avonturen van professor Vreemdeling : Kweker Koopman Jr.
- 1977 : Een kamer in de stad : Tony
- 1977 : Rubens, schilder en diplomaat : Snyders
- 1978 : Exit 7 : Kaper
- 1978 : Dirk van Haveskerke
- 1978 : De kerselaar : Herman
- 1978 : Made in Vlaanderen: de kerselaar
- 1979 : Pech
- 1979 : Femme entre chien et loup : Nonkel Nand
- 1980 : Jaarmarktfeest in Brollezele
- 1980-1981 : De Collega's : Thierry De Vucht
- 1982 : Cello en contrabas
- 1983 : De zwarte ruiter : Sjarellowie
- 1984 : Het leven een bries
- 1986 : Het Pleintje : Karel Peers
- 1989 : Oei! (7 épisodes)
- 1989-1990 : Benidorm : Gaston
- 1990-2011 : F.C. De Kampioenen : Xavier Waterslaeghers
- 1993 : Dag Sinterklaas : Gastrol
- 1994 : Max : Carlos
- 1997 : Kulderzipken : Frans Vanderschijnsel
- 2001 : Flikken : Fernand
- 2001 : Oei!
- 2004 : Eurosong 2004
- 2008 : Halleluja! : le père
- 2011 : Mega Mindy en de Snoepbaron : Louis
- 2013 : Kampioen zijn blijft plezant : Xavier Waterslaeghers
- 2015 : F.C. De Kampioenen 2: Jubilee General : Xavier Waterslaeghers
- 2015 : Amigo's : Berten De Nil
- 2017 : F.C. De Kampioenen 3: Forever : Xavier Waterslaeghers
- 2017-2020 : #hetisingewikkeld : Henry
- 2018 : De Collega's 2.0 : Thierry De Vucht
- 2019 : De laatste dagen (court métrage) : André Renard
- 2019 : F.C. De Kampioenen 4: Viva Boma : Xavier Waterslaeghers
- 2020 : Ge hadt erbij moeten zijn : le patron du restaurant 'El Nacho Loco'
- 2020 : Een goed jaar : Michel